# Stigtomta kyrka
Stigtomta kyrka är en kyrkobyggnad i Stigtomta i Strängnäs stift. Den är församlingskyrka i Stigtomta-Vrena församling. 

## Historia
Vid en biskopsvisitation 1763 ansågs kyrkan för mörk och trång. Ett förslag som ledde till beslut gjordes, att utvidga kyrkan på den norra sidan för mer ljus och utrymme. 1764 ihopsamlades 689 lass sten, 200 tunnor kalk, 5000 murtelgelsten, 40 tolfter bräder, 17000 spån, spik osv. 1765 påbörjades arbetet med utvidgningen och blev sedan klar med plats för 300 personer, två stora fönster och ett runt fönster på gaveln. Bygget kostade 7000 Daler kopparmynt finansierat med kyrkans egna medel och tillskott av herrskaperna och församlingen. Nyårsdagen 1766 blev utvidgningen invigd.1765 så byggdes samtidigt en ny sakristia till annexkyrkan Nykyrka kyrka.

## Inventarier
De äldsta murpartierna i kyrkan är från 1200-talet.
- Altartavlan, som visar “Fottvagningen” är från 1812 och utförd av kyrkomålaren Pehr Hörberg.
- Predikstolen, som är från 1690-talet har ursprungligen tillhört Svea artilleriregementes kyrka i Stockholm, är tillverkad av Andreas Heysig.
- Dopfunten i trä är från 1904 och i barockstil, dekorerad med förgyllda bevingade änglaansikten.[2]

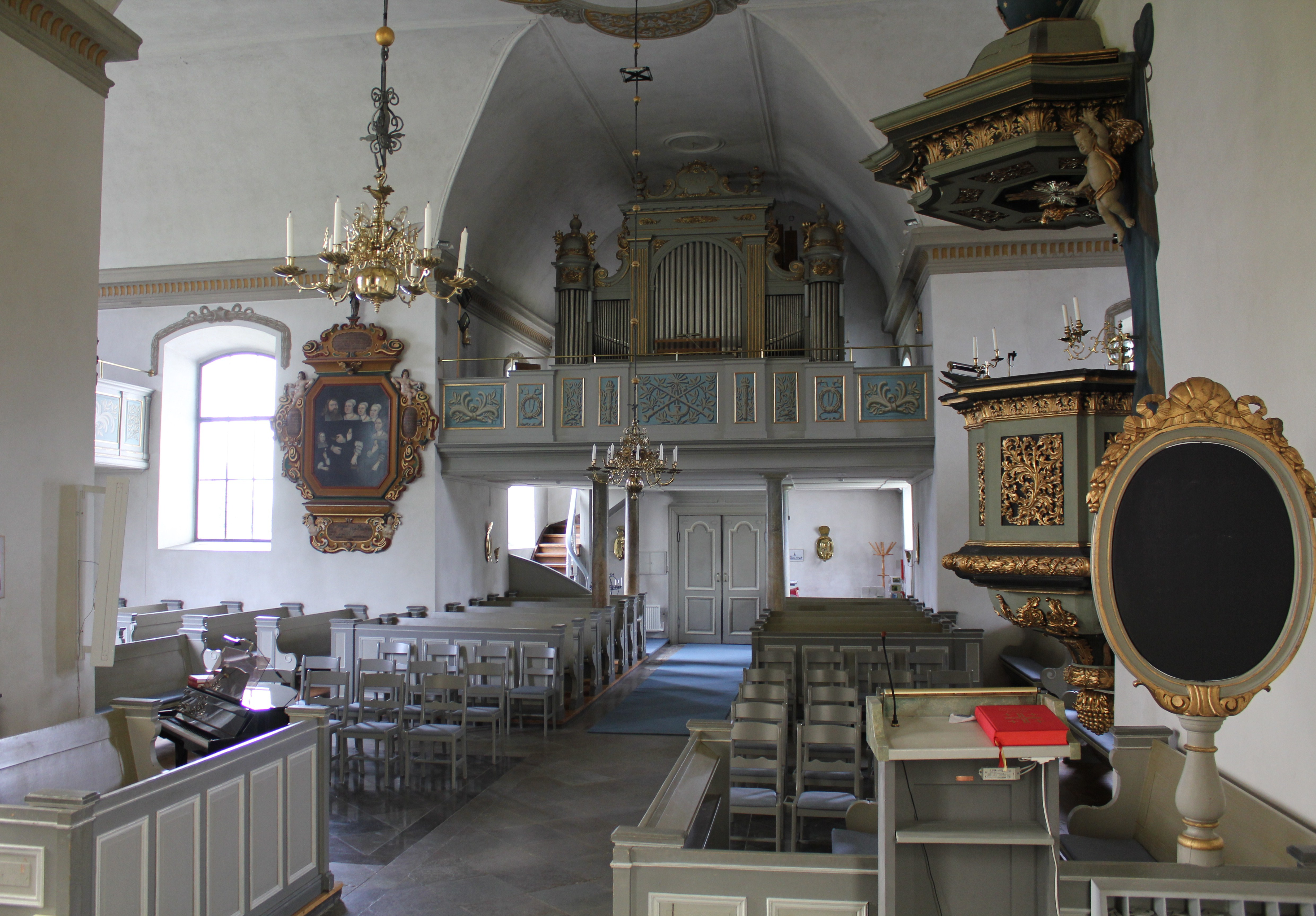
Interiör
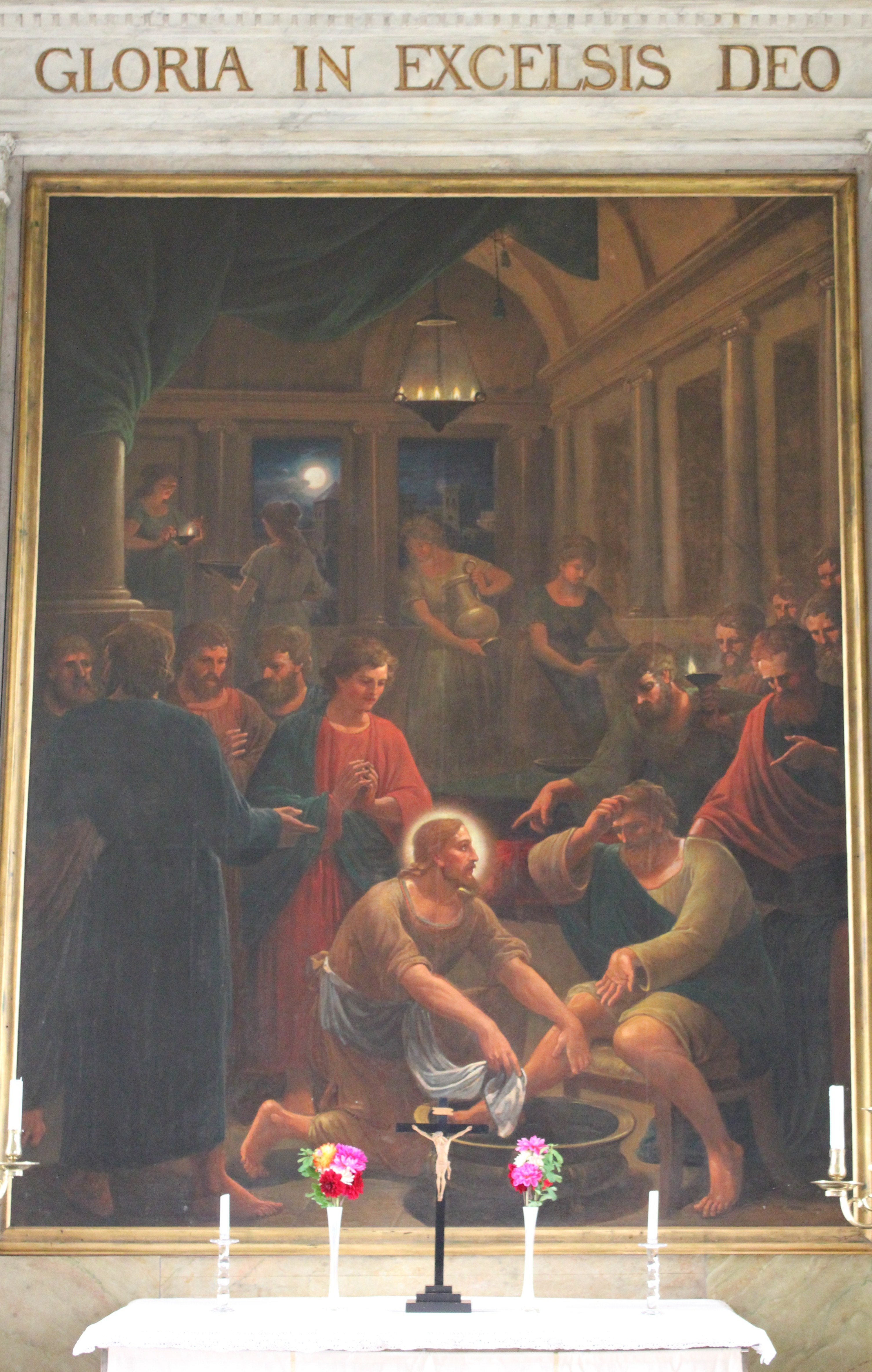
Altartavlan.
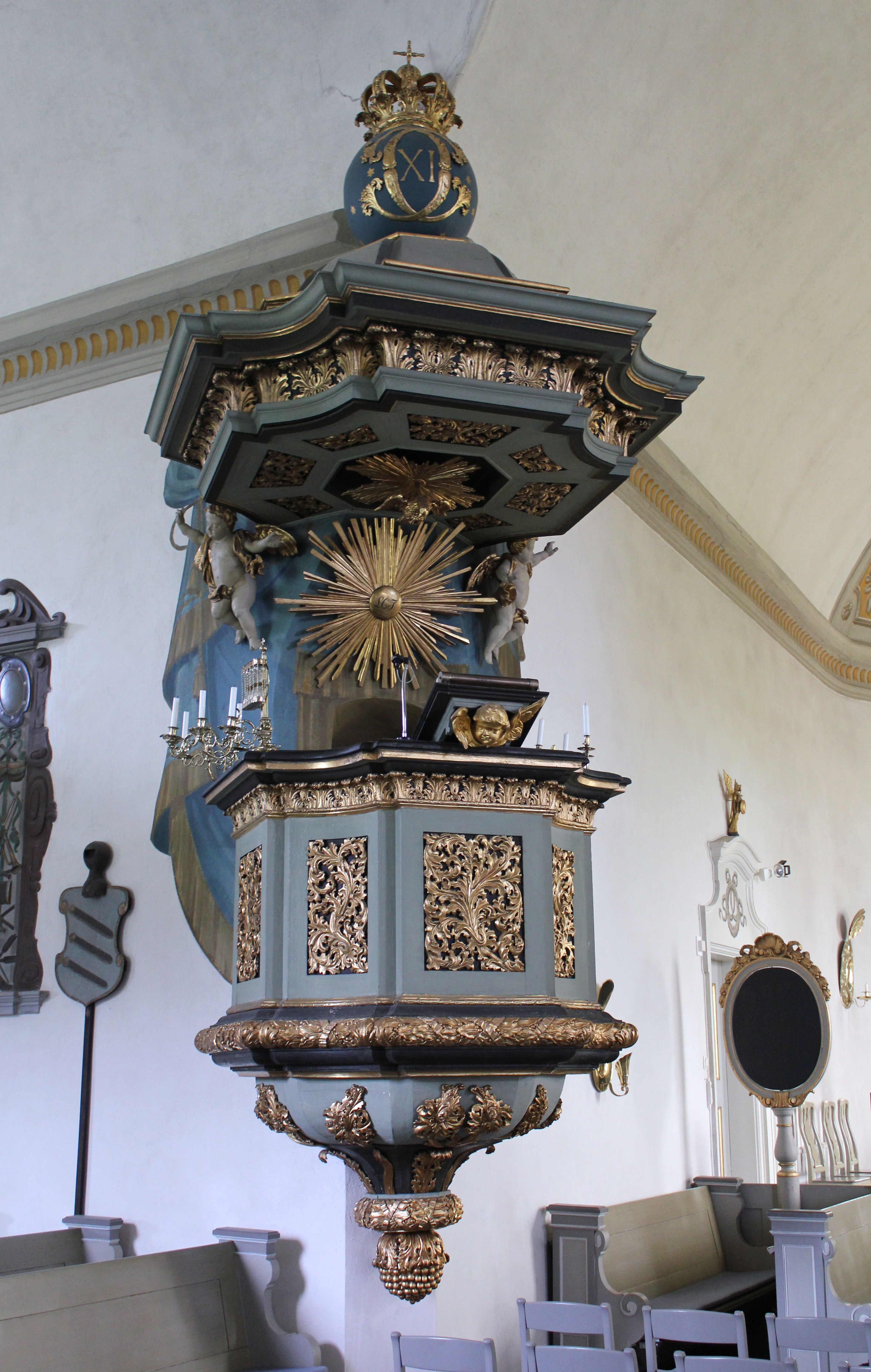
Predikstolen.
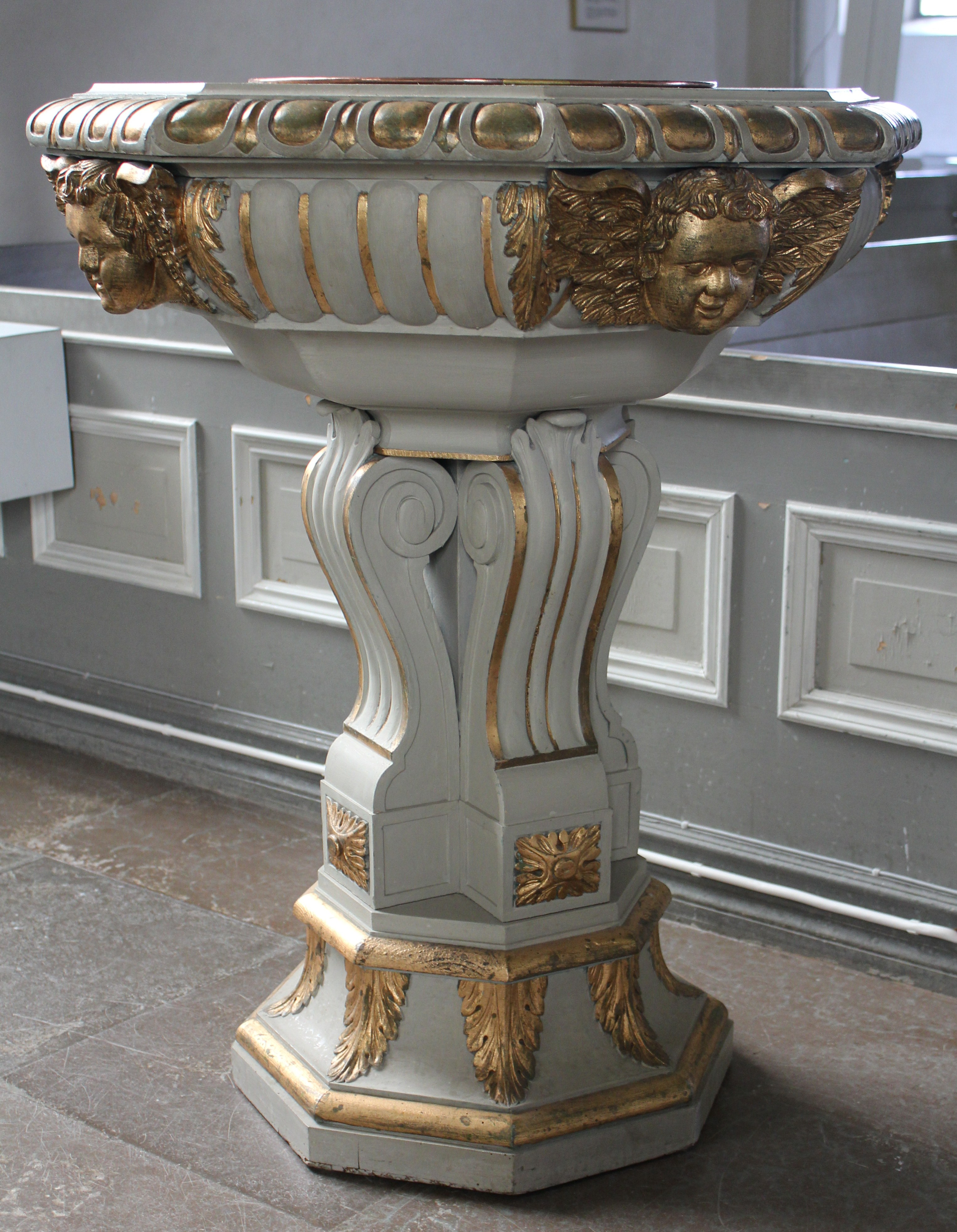
Dopfunten.

### Orgel
- 1820 byggde Johan Samuel Strand, Västra Vingåker en orgel med 9 stämmor.[3]
- Den nuvarande pneumatiska orgeln byggdes 1930 av E. A. Setterquist & Son, Örebro. Den omdisponerades 1967.[3] Fasaden är från 1820 års orgel.[källa behövs]

| Manual I      | Manual II     | Pedal                             | Koppel | Övrigt             |
| Borduna 16´   | Rörflöjt 8´   | Subbas 16´                        | I/P    | Fria kombinationer |
| Principal 8´  | Salicional 8´ | Ekobas 16´ (transmitterad från I) | II/P   |                    |
| Gedackt 8´    | Principal 4´  | Borduna 8´ (transmitterad från I) | II/I   |                    |
| Oktava 4´     | Ekoflöjt 4'   |                                   |        |                    |
| Flöjt 4'      | Valdflöjt 2'  |                                   |        |                    |
| Kvinta 2 2/3' | Sifflöjt 1'   |                                   |        |                    |
| Oktava 2'     | Oboe 8'       |                                   |        |                    |
| Mixtur 3 chor |               |                                   |        |                    |

### Fotnoter
1. ↑  ”Stigtomta Sockn i Södermanland, den 21 April. Wid Biskops Wisitationen Dom. XX p. Trinit. 1763.”. Inrikes Tidningar, notis 1:a kolumn längst ner. 24 april 1766. https://tidningar.kb.se/2509100/1766-04-24/edition/145120/part/1/page/2/?newspaper=INRIKES%20TIDNINGAR&from=1766-04-24&to=1766-04-24. Läst 11 december 2022.
2. ↑  Wockatz, s. 11.
3. 1 2  Dag Edholm, red (1990). Inventarium över svenska orglar: 1989:III, Strängnäs stift; Stockholms stift. Tostared: Förlag Svenska orglar. Libris 4108784

### Webbkällor
- Stigtomta-Vrena församling